# Sankofa/Gye Nyame

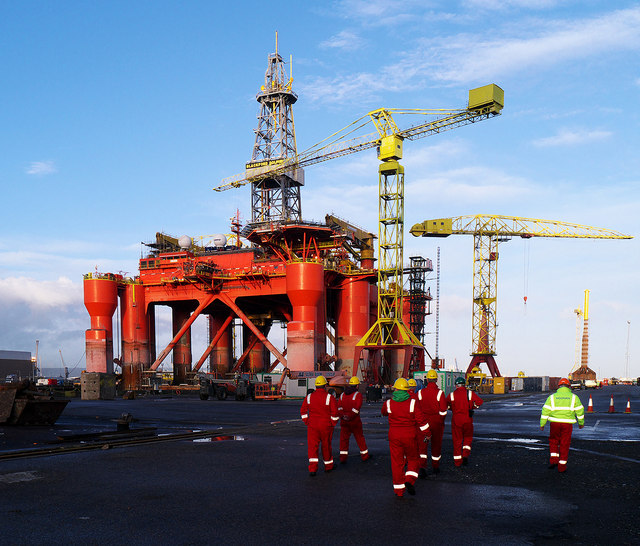
Бурове судно Blackford Dolphin, яке спорудило свердловину-відкривач родовища Санкофа

Sankofa/Gye Nyame — газоконденсатні родовища у Гвінейській затоці, що належать до басейну Тано. Розташовані приблизно за 60 км від узбережжя Гани та за 35 км на схід від іншого важливого ганського офшорного родовища Джубілі.

## Історія відкриття
Вперше вуглеводні на цій ділянці відкрили свердловиною Sankofa-1A, спорудженою напівзануреним буровим судном Blackford Dolphin, у 2009 році в районі з глибиною моря 866 метрів. При загальній глибині у 3074 метри свердловина перетнула інтервал завтовшки 36 метрів, який містив газ (33 метри) та нафту (3 метри) у пісковиках верхньої крейди (кампанський ярус).
Розміри відкриття уточнили за допомогою свердловини Sankofa-2A (квітень 2011) та її бокового стовбуру Sankofa-2AST. Крім того, газовміщуючі інтервали перетнули розвідувальні свердловини SKE-1A, SKE-2A, SKE-3A, які бурили на більш глибоко залягаючі в породах сеноманського ярусу поклади нафти родовища Санкофа-Іст.  
В 2011 році за 16 км на схід від Санкофа відкрили родовище Gye Nyame, для чого в районі з глибинами моря 519 метрів пробурили свердловину глибиною 3349 метрів.

## Розробка
Родовища Санкофа, Санкофа-Іст та Gye Nyame розроблятимутся в межах єдиного проекту Offshore Cape Three Points консорціумом у складі італійського нафтогазового гіганту Eni (44,44 %, оператор), а також компаній Vitol (35,56 %) та Ghana National Petroleum Corporation (20 %). При цьому введена в експлуатацію у червні 2017 року перша фаза орієнтована на розробку нафтового родовища Санкофа-Іст, тоді як друга, старт якої запланований на наступний рік, передбачає роботу з газовими покладами.
Розробка Санкофа здійснюватиметься чотирма свердловинами, а Gye Nyame — однією. Заплановано задіяти дві пробурені на розвідувальному етапі та спорудити три нові.
Проект передбачає використання плавучої установки з видобутку, зберігання та відвантаження нафти (FPSO), яка працюватиме в інтересах обох фаз. Створена на основі танкеру Yinson Genesis установка при обслуговуванні нафтових покладів здійснюватиме зворотне закачування асоційованого газу в пласт. Така схема планується на період до 2036 року, коли почнеться розробка даних запасів на виснаження. Неасоційований (вільний) газ після вилучення конденсату спрямовуватиметься на суходіл по трубопроводу діаметром 550 мм та довжиною 63 км з підключенням до газопроводу Атуабо - Абоадзе. Всього Yinson Genesis матиме можливість здійснювати зворотне закачування у пласт в обсягах 4,2 млн м3 та експорт в обсягах 5,9 млн м3 газу на добу.
На суходолі встановлять компресорну станцію, яка подаватиме отриману продукцію до газотранспортної системи країни. Основними споживачами блакитного палива при цьому будуть об'єкти теплової генерації, що знаходяться в районі столиці (ТЕС Тема, CENIT, Сунон-Асоглі, та інші) та великого порту Такораді.

## Запаси
За даними Міністерства нафти Гани, запаси вільного газу родовища Санкофа становлять 31,2 млрд м3 (червень 2016).
Існує оцінка запасів Санкофа та Gye Nyame на рівні 50 млрд м3.